# Garth McGimpsey
Garth McGimpsey MBE (1955) is een golfer uit Noord-Ierland. Hij woont in Bangor, County Down, en is lid van de Bangor Golf Club, de Royal Portrush Golf Club en de Royal Co Down.
Hij werd vier keer matchplaykampioen op de County Sligo Golf Club, een Ierse club aan de Atlantische Oceaan, opgericht in 1894.
Op Bangor, zijn eigen club, maakte hij in 2001 een ronde van 64. Het professionalbaanrecord van 62 staat op naam van Christy O'Connor sr. in 1962. McGimpsy had in 2004 nog handicap +2.
McGimpsay won in het Noord-Iers amateurkampioenschap de finale van Colm McGuckian en was in 1985 de eerste Noord-Ierse speler die het Brits amateurkampioenschap won.
Iedere carrière kent hoogte- en dieptepunten. Zijn grootste teleurstelling was dat hij noch Peter McEvoy voor het Walker Cup team gekozen werd, hoewel beiden het jaar daarvoor in de Eisenhower Trophy speelden, en hij op dat moment nummer 1 in Noord-Ierland was. Maar het hoogtepunt volgde bij de volgende Walker Cup, die zijn team voor de eerste keer ooit in de Verenigde Staten won.
In 2003 werd McGimpsey onderscheiden met de benoeming tot Lid in de Orde van het Britse Rijk vanwege hetgeen hij voor de golfwereld heeft betekend.

## Gewonnen
- 1984, 1988, 1993, 1996: Clubkampioenschap matchplay County Sligo Golf Club
- Noord-Iers amateurkampioenschap
- 1985: Brits amateurkampioenschap

## Teams
- Eisenhower Trophy: 1986
- Walker Cup: 1985, 1989 (winnaars), 1991, 2003 (captain), 2005 (captain)
- St Andrews Trophy: 2002 (captain), 2004 (captain)

Garth McGimpsey is nu sportagent.